# オクタテトラエン
オクタテトラエン（英語: octatetraene）は、8個の炭素原子が二重結合と単結合のパターンで交互に結合した直鎖アルケンである。4つのアルケン部分のうち中央の2つはシス-トランス異性体を示し、これにより3つの異性体ができる。
この化合物には一般的にあまり商業的な意義はないが、オクタテトラエン基は結合の物理化学の分野で研究されており、一部は細胞膜に関連し、一部は視覚の網膜化学に関連している。結合の高度な対称性と結合の共役系は、学術上の興味をひいている。
関連構造は、α-パリナリン酸や多価不飽和脂肪酸など、生物学的に重要な分子にも見られる。誘導体には、シクロオクタテトラエンや1,8-ジフェニル-1,3,5,7-オクタトラエンなどの環状オクタテトラエン類があり、特殊な分野で注目されるものもある。